# 姚永良
姚永良（1959年7月—），江苏苏州人。中国人民解放军中将。
曾任新疆军区政治部组织处处长，新疆军区阿勒泰军分区政治委员、博尔塔拉军分区政治委员。2008年12月，任阿里军分区政治委员。2010年，升任新疆军区政治部副主任。2012年12月，升任兰州军区政治部副主任。2016年，任西部战区陆军纪律检查委员会书记。2017年12月，升任南部战区副政治委员兼政治工作部主任、党委政法委书记。
2011年12月，晋升少将军衔。2019年6月，晋升中将军衔。